# Broken Arrows (bài hát)
"Broken Arrows" là một đĩa đơn phát hành năm 2015 của Avicii, phần lời được thể hiện bởi Zac Brown của ban nhạc Zac Brown Band, phát hành bởi Universal Music. Bài hát cũng xuất hiện trong album Stories.

## Biên soạn
"Broken Arrows" kết hợp bởi giọng của Brown với  " những âm bass mạnh dồn dập và âm thanh đàn Synth"
Giống single trước của Avicii, "Hey Brother", "Broken Arrows" là nhạc EDM có pha trộn yếu tố của nhạc đồng quê. Bài hát được viết trên nền Sol trưởng.

## Nhận xét
Chris Parton của tạp chí Rolling Stone đã mô tả chất giọng của Brown "trong veo" và điệp khúc bài hát "là một sự pha trộn giữa nhạc nền game-show TV và trò chơi Super Mario Brothers".

## Music video
MV của bài hát được phát hành ngày 23 tháng 11 năm 2015. MV được làm dựa theo cuộc đời của Dick Fosbury, người đã tạo ra một cuộc cách mạng trong môn nhảy cao bằng cách giới thiệu một kĩ thuật mới được gọi là cú nhảy Fosbury.

## Xếp hạng
| Bảng xếp hạng (2015–16)                     | Vị trí |
| ------------------------------------------- | ------ |
| Belgium Dance (Ultratip Wallonia)           | 1      |
| New Zealand Heatseekers (Recorded Music NZ) | 7      |
| UK Singles (Official Charts Company)        | 178    |